# En eaux troubles (film, 2008)
Pour les articles homonymes, voir En eaux troubles.
Pour plus de détails, voir Fiche technique et Distribution.
En eaux troubles (De Usynlige) est un film norvégien réalisé par Erik Poppe, sorti en 2008.

## Synopsis
Jan Thomas qui a passé plusieurs années en prison pour crime est maintenant organiste dans une église, mais son passé va le rattraper.

## Fiche technique
- Titre original : De Usynlige
- Titre français : En eaux troubles
- Réalisation : Erik Poppe
- Scénario : Harald Rosenløw-Eeg
- Pays d'origine : Norvège
- Format : Couleurs - 35 mm - 2,35:1 - Dolby Digital
- Genre : drame
- Durée : 115 minutes
- Dates de sortie :
  - 26 septembre 2008 :  Norvège
  - 23 décembre 2009 :  France

## Distribution
- Pål Sverre Hagen : Jan Thomas
- Trine Dyrholm : Agnes
- Ellen Dorrit Petersen : Anna
- Fredrik Grøndahl : Jens
- Trond Espen Seim : Jon M
- Angelou Garcia : Malin
- Henriette Garcia : Selma